# ViVi (ca sĩ)
Hoàng Gia Hi (Phồn thể: 黃珈熙; sinh ngày 9 tháng 12 năm 1996) thường được biết đến với nghệ danh ViVi (Hangul: 비비) là một ca sĩ người Hồng Kông, là thành viên của nhóm nhạc nữ Hàn Quốc Loona đồng thời là thành viên của nhóm nhạc nữ Loossemble .

## Sự nghiệp
Tháng 3 năm 2017, ViVi được công bố là thành viên thứ năm của nhóm nhạc nữ Loona, và trở thành thành viên nhóm nhỏ đầu tiên của Loona, Loona 1/3. Tháng 4 năm 2017, cô phát hành album đĩa đơn ViVi bao gồm bài hát chủ đề "Every Day I Love You". ViVi chính thức ra mắt trong đội hình hoàn chỉnh của Loona vào tháng 8 năm 2018.

## Danh sách đĩa nhạc

### Album đĩa đơn
| Tên  | Thông tin chi tiết                                                                                     | Thứ hạng cao nhất | Doanh số    |
| Tên  | Thông tin chi tiết                                                                                     | HQ                | Doanh số    |
| ---- | --- | ----------------- | ----------- |
| ViVi | - Ngày phát hành: 17 tháng 4 năm 2017 - Hãng đĩa: Blockberry Creative - Định dạng: CD, nhạc số, stream | 14                | - HQ: 8.716 |

### Đĩa đơn
| "Everyday I Love You" (hợp tác với Haseul)                                                  | 2017 | — | — | — | ViVi |
| "—" cho biết bài hát không lọt vào bảng xếp hạng hoặc không được phát hành tại khu vực này. |      |   |   |   |      |